# Manifeste linguistique de 1900

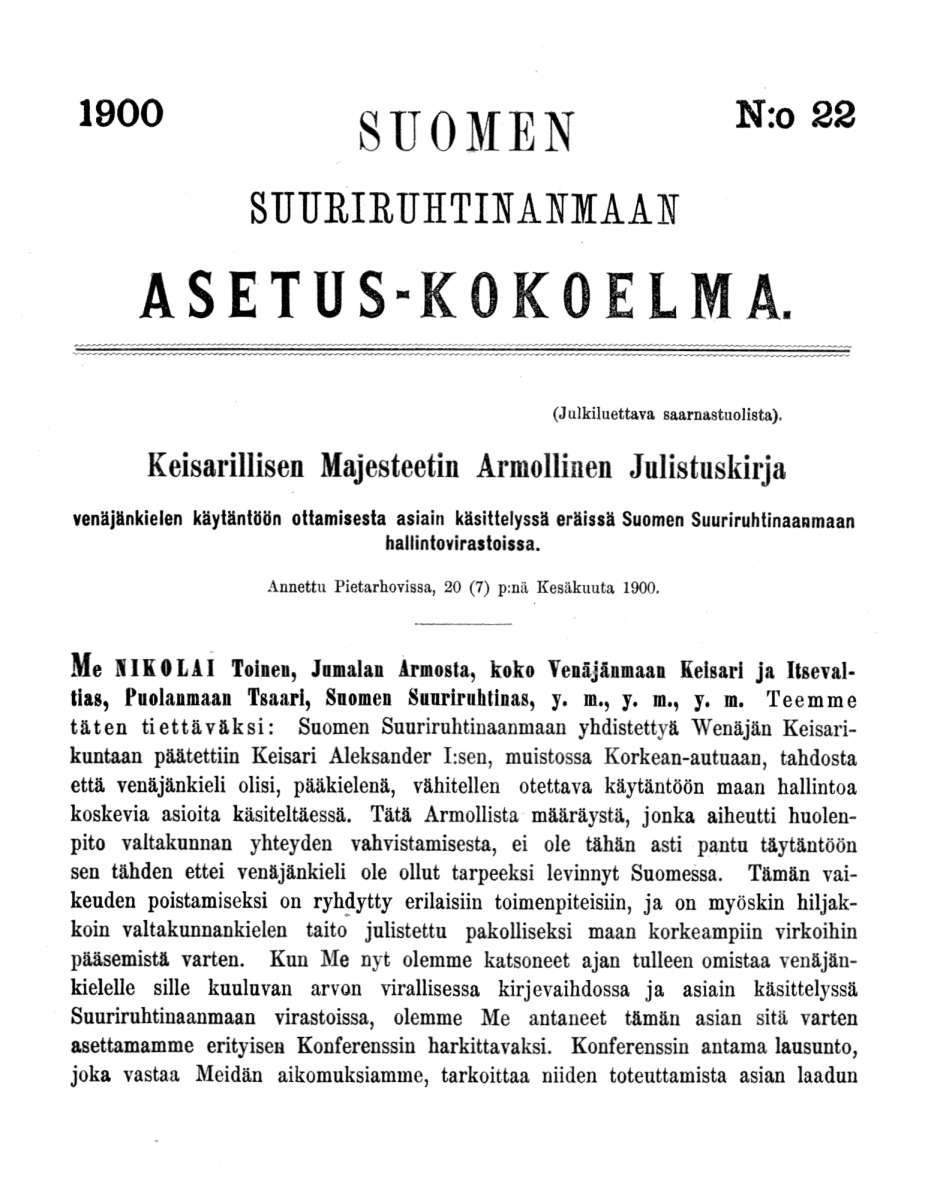
Première page du Manifeste linguistique dans les Statuts de la Finlande.

Le Manifeste linguistique (finnois : Kielimanifesti) ou Manifeste miséricordieux de Sa Majesté impériale sur l'usage de la langue russe pour traiter des affaires dans les administrations du Grand Duché de Finlande (finnois : Keisarillisen Majesteetin Armollinen Julistuskirja venäjänkielen käytäntöön ottamisesta asiain käsittelyssä eräissä Suomen Suuriruhtinaanmaan hallintovirastoissa) (AsK 22/1900) est une loi édictée en 1900 à la demande du gouverneur général de Finlande Nikolai Bobrikov.

## Contenu
Elle indique que l'usage du finnois et du suédois doit être remplacé par le russe dans les administrations et les activités judiciaires dans les dix ans à venir.
À la suite de la publication du Manifeste les gouverneurs ont commencé à utiliser le russe dès 1901 et le Sénat a tenu sa première session en 1903.
L'application du manifeste s'est terminée avec la Grande grève de 1905 en Finlande.

## Biographie
- Nenonen, Kaisu-Maija & Teerijoki, Ilkka, Historian suursanakirja, Helsinki, WSOY, 1998 (ISBN 951-0-22044-2)